# Crypsis vaginiflora
Crypsis vaginiflora är en gräsart som först beskrevs av Peter Forsskål, och fick sitt nu gällande namn av Philipp Filip Maximilian Opiz. Crypsis vaginiflora ingår i släktet kurragömmagrässläktet, och familjen gräs. Inga underarter finns listade i Catalogue of Life.